# Мобилизация болгарской армии (1915)
Мобилизация болгарской армии в 1915 году — мобилизация болгарских вооружённых сил после того, как Болгария подписала военную конвенцию с Центральными державами и готовилась к вступлению в Первую мировую войну.

## Мобилизация
После того, как правительство Болгарии подписывает конвенцию с Центральными державами, становится ясно, что Болгария вступит в Первую мировую войну. После подписания необходимых документов, царь Болгарии Фердинанд I подписывает указ о начале мобилизации в стране.
После того, как 21 сентября 1915 года в Болгарии была объявлена мобилизация, генеральный штаб начал мобилизационные мероприятия. Особое внимание уделялось западной границе с Сербией, против которой и планировалось развернуть вооружённые силы. Однако болгарская армия на стадии мобилизации подвергалась большому риску, поскольку сербские войска были полностью развернуты и готовы к боевым действиям. Решительные действия сербов против болгарских войск на раннем этапе мобилизации могли привести к очень серьёзным последствиям для Болгарии. Сербское командование, поняв, что болгарское руководство проводит мобилизацию и стягивает войска к западной границе, приняло смелый план ведения боевых действий: перейти в наступление, разбить болгарские силы на этапе их развёртывания, взять Софию и склонить Болгарию к капитуляции. Однако этот смелый план сербского командования отвергло командование Антанты, считая, что ещё возможно склонить Болгарию на свою сторону.
Развертывание болгарской армии началось на пятый день после объявленной мобилизации, болгарское командование развернуло против Сербии основные силы. 1-я армия была развернута на северном участке границы для совместных действий с союзными австро-германскими войсками. 2-я армия была развернута южнее для наступления в Македонии. Помимо границы с Сербией болгарское командование было вынуждено направить войска на границу с Румынией и Грецией, поскольку эти страны сохраняли нейтралитет и была опасность, что они выступят на стороне Антанты и вторгнутся в пределы болгарского государства. Границу с Румынией прикрывала 3-я армия (в составе двух пехотных дивизий и двух кавалерийских полков). Границу с Грецией прикрывали 2-я и 10-я пехотные дивизии, которые должны были также противодействовать возможной высадке десанта Антанты. Лишь граница с Турцией осталась не прикрытой, поскольку Турция входила в блок Центральных держав и являлась союзницей Болгарии.
Мобилизация болгарской армии проходила в течение 17—18 дней, за это время было сформировано 180 пехотных батальонов, 203 кавалерийских эскадрона, 62 артиллерийские батареи, также были сформированы 11 пехотных дивизий. Мобилизовано было около 532 000 человек. Общая численность болгарских вооружённых сил вместе со вспомогательными войсками составила около 650 000 человек. Болгарское командование создало 3 армии: 1-ю, 2-ю и 3-ю. Первые две планировалось использовать в наступлении против Сербии, 3-я же оставалась для прикрытия границы с Румынией. Всего в армию было мобилизовано 12—13 % от общей численности населения Болгарии. В течение войны это цифра увеличилась до 18 %. Были мобилизованы довольно крупные силы, что позволило болгарскому командованию успешно решить задачи кампании 1915 года, однако боевые действия приняли длительный, затяжной, позиционный характер с образованием Салоникского фронта.

## Проведение мобилизации
| Время до начала войны | Продолжительность мобилизации | Количество мобилизованных                                                                                             |
| --------------------- | ----------------------------- | --- |
| 20 дней               | 17—18 дней                    | 180 пехотных батальонов, 203 кавалерийских эскадрона, 62 артиллерийские батареи, около 650 000 человек, всего 3 армии |

## Боевой состав Вооружённых сил Болгарии
- 1-я армия: (командующий Климент Бояджиев)
  - 1-я софийская пехотная дивизия (командующий Янко Драганов)
  - 6-я бдинская пехотная дивизия (командующий Асен Пападопов)
  - 8-я тунджанская пехотная дивизия (командующий Тодор Митов)
  - 9-я плевенская пехотная дивизия (командующий Стефан Нерезов)
- 2-я армия: (командующий Георгий Тодоров)
  - 2-я тракийская пехотная дивизия (командующий Димитр Гешов)
  - 3-я балканская пехотная дивизия (командующий Никола Рибаров)
  - 7-я рилская пехотная дивизия (командующий Вылко Василев)
  - 11-я македонская пехотная дивизия (командующий Крыстю Златарев)
  - 1-я кавалерийская дивизия
- 3-я армия: (командующий Стефан Тошев)
  - 4-я преславская пехотная дивизия (командующий Пантелей Киселёв)
  - 5-я дунавская пехотная дивизия (командующий Панайот Бырнев)
  - 12-я пехотная дивизия (командующий Георги Митов)
- 10-я беломорская пехотная дивизия (командующий Иван Колев) обороняла эгейское побережье и была подчинена непосредственно Генштабу болгарской армии[4].